# Marco Minúcio Termo
Marco Minúcio Termo (em latim: Marcus Minucius Thermus) foi um oficial romano do século I a.C., partidário do ditador Sula, que esteve ativo na Ásia Menor durante os conflitos contra Mitrídates VI do Ponto. Ele aparece em 81 a.C., quando assumiu a posição de pretor da província romana da Ásia e novamente em 80/79 a.C., quando tornar-se-ia propretor e provavelmente participou no cerco de Mitilene daquele ano. Pouco se sabe sobre ele além disso, exceto que teria sido superior de Júlio César e que teria um irmão mais novo chamado Quinto que esteve ativo na Ásia em 86 a.C..

## História
Marco Minúcio Termo aparece pela primeira vez em 81 a.C., quando assumiu a posição de pretor da província romana da Ásia. Ele é novamente mencionado em 80/79 a.C., quando tornar-se-ia propretor em sucessão de Lúcio Licínio Murena. A captura de Mitilene ocorreu durante seu governo; ela havia se revoltado contra a República Romana e era suspeita de auxiliar ativamente indivíduos intitulados piratas na região. O historiador Suetônio credita Termo com a vitória na cidade, mas o cerco poderia ter sido conduzido por ou em cooperação com Lúcio Licínio Lúculo.
Embora Termo fosse um partidário de Sula, em 86 a.C. seu irmão mais novo Quinto havia sido legado na Ásia sob nomeação do rival do ditador, Caio Mário, em substituição de Fímbria que havia amotinado. O general e futuro ditador Júlio César começou sua carreira sob serviço de Termo, após seu perdão por Sula durante as proscrições de 82 a.C.. Inclusive teria sido Termo a enviar o jovem César como um emissário à corte de Nicomedes IV da Bitínia para solicitar ajuda na forma de uma frota.